# 大岡信ことば館
大岡信ことば館（おおおかまことことばかん）は、詩人である大岡信の業績を紹介する、静岡県三島市にかつて存在した文学館である。地元を本部とする受験産業のZ会がスポンサーとなっていた。2017年11月26日をもって閉館した。収蔵品は明治大学などに寄贈された。

## 設立
朝日新聞『折々のうた』の編者としても有名な、三島市出身の詩人である大岡信の業績を紹介するために2009年に設立された。地元を本部としているZ会がスポンサーとなっており、入居している建物もZ会文教町ビルである。館長は造形家の岩本圭司であった。

## 活動

### 常設展示
大岡の著書や、自身が集めた文献資料などを常設展示した。

### 特別展
- 新海誠展 ―きみはこの世界の、はんぶん。―（2014年）：Z会のコマーシャルを作成したアニメーション作家・映画監督である[2]。
- 風景には言葉がある。――ますむらひろし ますむらひろしが描く宮沢賢治の世界（2015年）：賢治の世界を登場人物を猫で擬人化して描いたますむらひろしの原画集。特に「銀河鉄道の夜」は杉井ギサブローによるアニメーション化で知られる。新作である「オツベルと象」「ひかりの素足」「やまなし」「虔十公園林」の原稿なども展示した[3]。

### 出版
- 季刊 大岡信ことば館便り『ことばのしごと』
- 単行本 『大岡信 年譜』、『大岡信 書誌』、『大岡信 あとがき集』

## アクセス
静岡県三島市文教町1-9-11に位置した。JRならびに伊豆箱根鉄道駿豆線三島駅北口から徒歩1分ほどであった。

## 利用情報
月曜日（月曜が祝休日の場合は開館し、翌日休館）、 展示入替期間、メンテナンス期間、年末年始。展示入替時期には常設展も閉鎖した。

## 収蔵品
大岡信ことば館が所有する大岡の旧蔵書約15,000冊は、2017年1月、明治大学図書館に寄贈された。また2018年3月には、大岡の旧蔵書や原稿、書斎机や椅子、書架、美術品等が増進会出版社より明治大学図書館に寄贈された。大岡の美術コレクションは2022年に明治大学から横浜美術館に寄贈された。展示品の一部は神奈川近代文学館に寄贈された。